# حسین‌آباد (شیراز)
حسین‌آباد، روستایی در دهستان دارنگون بخش سیاخ دارنگون شهرستان شیراز در استان فارس ایران است. این روستا، مرکز دهستان دارنگون است.

## جمعیت
بر پایه سرشماری عمومی نفوس و مسکن در سال ۱۳۹۵، جمعیت این روستا برابر با ۱٬۶۲۱ نفر (۴۴۰ خانوار) بوده است.